# Limopsis panamensis
Limopsis panamensis är en musselart som beskrevs av Dall 1902. Limopsis panamensis ingår i släktet Limopsis och familjen Limopsidae. Inga underarter finns listade i Catalogue of Life.